# كوفيفاك (لقاح فيتنام كوفيد-19)
كوفيفاك (بالإنجليزية: CoviVac)‏؛ هو لقاح مرشح ضد مرض فيروس كورونا، يعمل «معهد اللقاحات والبيولوجيا الطبية» في فيتنام على تطويره وإنتاجه بتقنية الناقلات الفيروسية، وهو مخصص للإعطاء عن طريق الحقن العضلي،. ويتطلّب جرعتين تفصل بين الواحدة والأخرى 28 يومًا.

## الأبحاث السريرية
بدأ تطوير اللقاح في النصف الأوّل من عام 2020، ودخل المرحلة الأولى من التجارب السريرية في 21 يناير 2021 وذلك قبل شهرين من موعده المحدّد، في مدرسة طب ماونت سيناي في مدينة نيويورك، بمشاركة 120 متطوعًا فيتناميًّا معافى، تتراوح أعمارهم ما بين 18 و59 عامًا. تلقى جميع المتطوعين الجرعة الأولى من اللقاح وبدء بإعطاء الجرعة الثانية، على أن يتلقاها البقية قبل موعد انتهاء المرحلة الأولى المحدد في 15 مايو 2021. سجل فريق البحث آثارًا جانبية على المتطوعين ممن تلقوا اللقاح، مثل الألم والحمى والاحمرار والصداع والتعب وآلام العضلات والغثيان. ومن المخطط أن تبدأ المرحلة الثانية في يونيو 2021، وذلك في منطقة «فو ثو» بمحافظة تاي بينه في الشمال الشرقي من فيتنام.